# Łysak (Wielbark)
Łysak (deutsch Lysack, 1933 bis 1945 Kahlfelde) ist ein kleines Dorf in der polnischen Woiwodschaft Ermland-Masuren und gehört zur Gmina Wielbark (Stadt- und Landgemeinde Willenberg) im Powiat Szczycieński (Kreis Ortelsburg).

## Geographische Lage
Łysak liegt östlich des Waldpuschflusses (polnisch Wałpusza) unweit des Röblaufließes (polnisch Lejkowska Struga) in der südlichen Mitte der Woiwodschaft Ermland-Masuren, 15 Kilometer südöstlich der Kreisstadt Szczytno (deutsch Ortelsburg).

## Geschichte
Das lediglich aus ein paar kleinen Höfen bestehende Lysack wurde laut Vertrag am 24. Februar 1811 gegründet. Die wirtschaftliche Entwicklung des Dorfes litt unter schlechten Bodenverhältnissen. Eigentlich erst der Ausbau des Röblaufließes (polnisch Lejkowska Struga) im Zusammenhang der Regulierungsmaßnahmen des Omulef-Flusses (polnisch Omulew) in den 1930er Jahren ermöglichte eine Steigerung der Bodenerträge. In Kahlfelde gab es 1939 fünf bäuerliche Betriebe.
Zwischen 1874 und 1945 war die Landgemeinde Lysack in den Amtsbezirk Groß Lattana (polnisch Łatana Wielka) eingegliedert, der – 1938 in „Amtsbezirk Großheidenau“ umbenannt – zum ostpreußischen Kreis Ortelsburg gehörte. Im Jahre 1910 zählte Lysack 32 Einwohner.
Aufgrund der Bestimmungen des Versailler Vertrags stimmte die Bevölkerung in den Volksabstimmungen in Ost- und Westpreussen am 11. Juli 1920 über die weitere staatliche Zugehörigkeit zu Ostpreußen (und damit zu Deutschland) oder den Anschluss an Polen ab. In Lysack stimmten 15 Einwohner für den Verbleib bei Ostpreußen, auf Polen entfielen keine Stimmen.
Am 6. Dezember 1933 wurde Lysack in „Kahlfelde“ umbenannt. Die Einwohnerzahl im gleichen Jahr belief sich auf 25, im Jahre 1939 auf 32.
In Kriegsfolge kam Khalfelde 1945 mit dem gesamten südlichen Ostpreußen zu Polen. Das kleine Dorf erhielt die polnische Namensform „Łysak“ und ist heute eine Ortschaft innerhalb der Stadt- und Landgemeinde Wielbark (Willenberg) im Powiat Szczycieński (Kreis Ortelsburg), bis 1998 der Woiwodschaft Olsztyn, seither der Woiwodschaft Ermland-Masuren zugehörig. Im Jahre 2011 zählte Łysak 29 Einwohner.

## Kirche
Bis 1945 war Lysack resp. Kahlfelde kirchlicherseits nach Lipowitz (1933 bis 1945 Lindenort, polnisch Lipowiec) eingepfarrt: zur dortigen evangelischen Kirche in der Kirchenprovinz Ostpreußen der Kirche der Altpreußischen Union sowie zur römisch-katholischen Pfarrei daselbst, damals zum Bistum Ermland zugehörig.
Heute besteht die Verbindung von Łysak zur katholischen Kirche in Lipowiec wie ehedem, jetzt allerdings dem Erzbistum Ermland zugeordnet. Die evangelischen Einwohner orientieren sich zur Kirche in Szczytno (Ortelsburg) in der Diözese Masuren der Evangelisch-Augsburgischen Kirche in Polen.

## Verkehr
Łysak liegt abseits vom Verkehrsgeschehen und ist nur auf einem Landweg von Nowojowiec (Nowojowitz, 1934 bis 1945 Neuenwalde (Ostpr.)) zu erreichen. Eine Bahnanbindung besteht nicht.